# Meitantei Conan: Tsuioku no Gensou
Thám tử Conan: Tsuioku no Gensou (名探偵コナン 追憶の幻想 (ミラージュ) Meitantei Conan: Tsuioku no Gensou (MIRAAJU)) là một trò chơi trên Wii dựa trên loạt truyện tranh và phim hoạt hình Thám tử lừng danh Conan. Người chơi sử dụng Wii Remote để tìm gợi ý và cách giải quyết vấn đề.

## Phân vai

### Vai chính
- Alison Viktorin - Conan Edogawa
- Jerry Jewell - Giọng nói trong suy nghĩ của Jimmy Kudo (Conan)
- Colleen Clinkenbeard - Rachel Moore
- R. Bruce Elliott - Richard Moore
- Monica Rial - Amy Yeager
- Cynthia Cranz - Mitch Tennison
- Mike McFarland - George Kaminski
- Brina Palencia - Anita Hailey
- Kevin M. Connolly - Harley Hartwell
- Amber Cotton - Katrina Tolliver
- Christopher R. Sabat - Jack Chase
- Stephanie Young - Utako Chase
- Todd Haberkorn - Keith Kozlof
- Carrie Savage - Linda Hill
- Leah Clark - Emily Hill
- Bill Jenkins - Jim Oger
- Caitlin Glass - Jess Rayburn
- Chris Cason - Al Watson
- Gwen Lau - Meg Wexham
- Luci Christian - C.J. Arnold

### Các diễn viên lồng tiếng khác
- Michael McConnohie
- Amy Palant
- Michelle Ruff
- Ian Sinclair
- Jimmy Zoppi